# نیکولاس کاستا
نیکولاس کاستا (انگلیسی: Nicolas Costa؛ زادهٔ ۱۴ نوامبر ۱۹۹۱) ورزشکار اهل برزیل است.